# Borís Pokrovski
Borís Aleksándrovich Pokrovski (Борис Александрович Покровский) (*23 de enero de 1912, Moscú-†5 de junio de 2009, Moscú) fue un director de teatro y ópera ruso y soviético.

## Biografía
Casado en primeras nupcias con Anna Nekrásova, con quien tuvo dos hijos la actriz Alla Pokrovskaya y Aleksandr Pokrovsky.
Casado en segundas nupcias con la soprano Irina Máslennikova. 
Es abuelo del actor Mikhail Yefremov y de Anastasiya Yefremova.
Sus bisnietos son el actor Nikita Yefremov, el actor Nikolay Yefremov, Anna-Maria Yefremova, Nadezhda Yefremova, Boris Yefremov y Vera Yefremova.

## Carrera
Se graduó en la Academia Rusa de Artes Teatrales y trabajó como jefe de escenario del Teatro Gorki y luego en el Teatro Bolshói donde pasó a dirigir nuevas producciones entre 1943 y 1982. Fue director art{istico de ese teatro entre 1952-63 y 1973-82.
Se recuerda su puesta en escena de Eugenio Oneguin de 1944 (en uso hasta el año 2005), Fidelio, Tosca, así como óperas de Mússorgski, Borodín, Rimski-Kórsakov, Rajmáninov, Prokófiev, Rodión Shchedrín y Dmitri Shostakóvich.
Entre los hitos de su carrera el estreno en 1946 en el Teatro Mijáilovski de Leningrado la primera parte de la ópera Guerra y Paz de Serguéi Prokófiev, una versión de Porgy and Bess en 1961, la primera versión en ruso de Sueño de una noche de verano de Benjamin Britten en 1965 y la primera gira de la compañía por América en 1975. 
Fundó el Teatro de ópera de cámara de Moscú.

## Premios
Entre varios galardones le fue otorgado en 1961 el Premio Artista del pueblo de la URSS, en 1947, 1948, 1949 y 1950 el Premio Stalin y en 1980 el Premio Lenin.